# Batuque (religião)

Mesa de Ibeji, Sociedade Beneficente Africana São Gerônimo, Porto Alegre (RS)

Batuque é uma forma genérica de denominar as religiões afro-brasileiras de culto aos Orixás do estado do Rio Grande do Sul, Brasil, de onde se estendeu para os países vizinhos tais como Uruguai e Argentina.
O Batuque é fruto de religiões dos povos da Guiné, Benim e Nigéria, possuindo raízes diferentes e somente pouco relacionadas com as Nações do Candomblé. O Batuque possui os lados Oyó e Ijexá, mas tendo como as principais nações do Batuque a Cabinda e o Jeje. Hoje, o Batuque possui milhares de casas e inúmeros praticantes e adeptos.

## História
A estruturação do Batuque no estado do Rio Grande do Sul deu-se no início do século XIX, entre os anos de 1833 e 1859. Tudo indica que os primeiros terreiros foram fundados na região de Rio Grande e Pelotas. Tem-se notícias, em jornais desta região, matérias sobre cultos de origem africana datadas de abril de 1878 (Jornal do Comércio, Pelotas). Já em Porto Alegre, as notícias datam da segunda metade do século XIX, quando ocorreu a migração de escravos e ex-escravos da região de Pelotas e Rio Grande para Capital.
Os rituais do Batuque seguem fundamentos principalmente das raízes da nação Ijexá, provenientes da Nigéria, e dá lastro as outras nações como os Jejes do Daomé (hoje Benim), Cabinda e Oió, também na Nigéria.
O Batuque surgiu como diversas religiões afro-brasileiras praticadas no Brasil, criado e adaptado pelos negros da diáspora africana à época da escravidão. Um dos principais representantes do batuque foi o Príncipe Custódio de Xapanã.

### Etimologia
Há um debate etimológico quanto ao nome desta tradição religiosa. De um lado, a defesa de que o nome "Batuque" fora dado por brancos, sendo que os africanos e afro-brasileiros o chamavam de "Pará", sendo "Pará", então, outro nome pelo qual é conhecido o Batuque. De outro lado, cita-se pesquisas etnográficas realizadas por Roger Bastide na década de 1950 sobre a religião africana no Rio Grande do Sul afirmam que "Pará" é uma forma de chamar tão somente o Peji ou quarto-de-santo, sendo o culto em si aos Orixás chamado unicamente de "Batuque".

## Descrição
O culto, no Batuque, é feito exclusivamente aos Orixás, sendo o Bará o primeiro a ser homenageado antes de qualquer outro,  pois este é o orixá da comunicação, e encontra-se seu assentamento em todos os terreiros. Os principais Orixás cultuados no Batuque são: Bará (é o mesmo que é chamado de Orixá Exu no Candomblé), Ògún, Oyá-Iansã, Ṣàngó, Ibeji (que tem seu ritual ligado ao culto de Ṣàngó e Ọṣun), Odé, Otim, Obá, Ọ̀sányin (Ossanhe), Xapanã, Ọṣun, Yemọjá, Nanã (como qualidade velha de Iemanjá), Òrsànlá e Ọ̀rúnmìlà (ligado ao culto de Oxalá).
Há também divindades que nem todas as casas cultuam como: Gama (ligada ao culto de Xapanã), Zina, Zambirá e Xanguin (qualidade rara de Bará com maior ligação ao culto de Nação Cabinda). Há casas que cultuam juntos Lebá e Orixá Exu como entidades distintas, ainda que sejam a mesma mas de culturas diferentes. Apesar de muitas destas divindades serem originariamente voduns (como Xapanã e Zambirá), os iorubás também os cultuavam como Orixás. Os seguidores do Batuque se identificam com a nação Nagô (Iorubás). Entre os Orixás não há hierarquia, um não é mais importante do que o outro, eles simplesmente se completam cada um com determinadas funções dentro do culto.
As entidades cultuadas são as mesmas em quase todos terreiros, os assentamentos tem rituais e rezas muito parecidos, as diferenças entre as nações é basicamente em respeito as tradições próprias de cada raiz ancestral, como no preparo de alimentos e oferendas sagradas. O Ijexá é atualmente a nação predominante, encontra-se associado aos rituais de todas nações.
Apesar de se assemelhar muito ao Candomblé Queto, o batuque possui seus próprios rituais para feitura e desligamento, jogos de búzios, cozinha ritualística, assentamentos, paramentação, ferramentas de cada divindade, orins, disposição dos orixás dentro do quarto de santo e divindades que são cultuadas dentro do templo e fora dele. Os cultos à Orixás do Batuque são oriundos de várias partes da África, e suas forças estão em parte dentro dos terreiros, onde permanecem seus assentamentos e na maior parte na natureza: rios, lagos, matas, mar, pedreiras, cachoeiras etc., onde também invocam as vibrações de seus Orixás.
Todo ser humano nasce sob a influência de um Orixá, e em sua vida terá as vibrações e a proteção deste Orixá que está naturalmente vinculado e rege seu destino, com características individuais, em que o Orixá exige sua dedicação, onde este poderá ser um simples colaborador nos cultos, ou até mesmo se tornar um Babalorixá ou Ialorixá.

## Orixás

### Bará

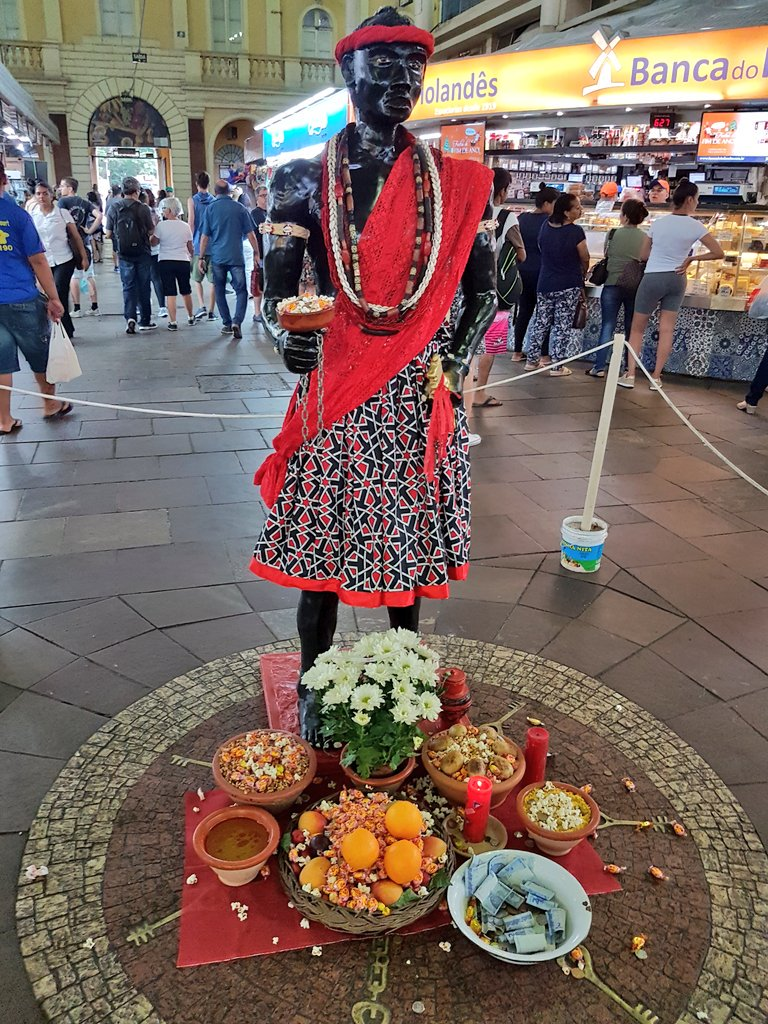
Bará do Mercado, no Mercado Público de Porto Alegre

"Bará" vem do ioruba Ẹlẹ́gbára ("Ẹlẹ́g - possuidor; "bára" - poder) significando o possuidor do poder. Bará no Batuque é a denominação do Orixá Exu.
Por ter várias características humanas, Bará é considerado o Orixá mais humano de todos os deuses africanos. É o orixá responsável pela boa abertura dos trabalhos, para os negócios e as vidas, destrancando caminhos e abrindo portas ou trancando e fechando, dependendo do merecimento e do cumprimento de tarefas pelo responsável.
No passado, as obrigações do Orixá Bará, como por exemplo a limpeza dos Acutás, eram dadas somente a homens, e somente os mesmos eram aprontados para o Orixá Bará, isto pois nas raízes Iorubás e Bantu, Bará está ligado a um culto estritamente masculino. Hoje já existem mulheres aprontadas ao Orixá Bará, principalmente aos que chamamos de "dentro do templo", como Lanã, Adague e Agelú.
No aprontamento de um filho do Orixá Bará na Nação Religiosa de Cabinda, uma das nações do Batuque, seguem-se algumas escolhas importantes, como um Babalorixá de orixá "dito" masculino. O padrinho de religião obedece o mesmo procedimento. Caso o iniciado tenha outros padrinhos por conta de outros Axés, a hierarquia e o respeito de se ter um homem de orixá masculino e com aprontamento superior se repete.
Uma de suas características mais marcantes, está presente em uma das milhares de lendas existentes sobre este Orixá: Bará desafia Òrsànlá (Oxalá) sobre quem era o mais antigo, logo, aquele que deveria receber mais respeito, e se tornar o soberano em relação ao outros. Após uma batalha cheia de peripécias e truques, Oxalá domina a cabaça de Bará, onde está sua concentração de poderes, tornando-lhe assim seu eterno servo.
- Saudação: Alúpo ou Lalúpo (comunicante)
- Dia da Semana: segunda-feira (Barás Elebará, Lodê, Lanã e Adague), sexta-feira (Bará Agelu)
- Número: 7 e seus múltiplos
- Cor: vermelha
- Guia: corrente de aço (para alguns) ou vermelha escura e vermelha sangue (Lanâ, Lodê, Adague). Bará Agelú usa vermelho claro (algumas nações usam vermelho e amarelo)
- Oferenda: pipoca, milho torrado, três ou sete batatas inglesas assadas no [azeite de dendê], opeté de batata inglesa. Para Bará Agelú vai 7 balas de mel (algumas nações usam também lascas de coco)
- Ferramentas: corrente, chave, tridente, foice, moedas e búzios (para Agelú coloca-se carrinhos e bolinhas de gude)
- Ave: galo vermelho (pombo telha para Bará Agelú)
- Lugares na natureza: encruzilhadas de qualquer lugar (matas, cemitérios, praias...).

Qualidades
- Bará Lodê (Olodê): Guardião da parte externa do templo
- Bará Lanã (Onã): Guardião da porta do templo
- Bará Adagbe: Guardião da parte interna do templo
- Bará Agelú (Jelú): Bará menino. Guardião dos chamados orixás de mel ou de praia e das areias da praia
- Bará Elegbará: Como Lodê, também faz a segurança a parte externa do templo, mas dentro do Fundamento da Nação de Cabinda, não há incorporação.

### Ogum
Ogum é o dono do ferro e de todos os seus derivados, como armas e ferramentas. Também é dono da bebida alcoólica e é considerado o senhor da guerra. É esposo de Iansã, que o traiu com Xangô após embebedá-lo com atã.
Por ser o dono do "obé" (faca), sem ele não tem como outros orixás serem feitos. Qualquer sacerdote de orixá tem que ter Ogum em seus assentamentos, pois este é o dono do axé das facas. Por ser dono das armas, é invocado para vencer demandas. Pela mesma razão é o protetor dos policiais e dos soldados.
A diferença entre as obrigações de faca de Ogum e Bará é que o primeiro é firmado para a ritualística de somente Orixás, enquanto que o segundo é firmado para serviços de Egúns e trocas.
Na Nação de Cabinda, existem três classes de Ogum:
Avagã: Cultuado na parte externa do templo. Junto com o Bará Lodê, faz a proteção externa do local. Tem tendência a ser usado em trabalhos de maior demanda.
Onira: Cultuado na parte interna do templo. Tem como missão proteger todo espaço do culto contra demandas de morte e feitiços.
Adiolá: Ogum da parte interna do templo. Trabalha principalmente com os orixás de praia.
Em algumas casas da Nação de Cabinda, há uma quarta classe de Ogum, que recebe o nome de Olobedé. Trabalha também na parte interna do templo, com ações de limpeza e afastamento de energias maléficas. É um Ogum muito severo, mas de grande consciência.
Na Nação Ijexá são cultuados Ogum Avagã, Ogum Onira e Ogum Adiolá. Este último é um guerreiro guardião que trabalha na beira da água a mando de Oxum, Iemanjá e Oxalá. Ogum Avagã tem seu assentamento junto a Bára e Oiá.
Na Nação Nagô são cultuados Ogum Uari, Alabedê, Olodê, Alé, Ogunjá, Mejê, Onirê e Soroquê.
Características
As suas cores são o vermelho e o verde (para o Meje, verde e branco). O dia da semana consagrado a Ogum é a quinta-feira (segunda-feira para Ogum Avagã), e o seu sincretismo é com São Jorge (em algumas nações Ogum Avagã é sincretizado com São Paulo). A sua saudação no batuque, "Ogunhê!", é muito usada nas procissões em comemoração ao Dia de São Jorge (23 de abril), juntamente com saudações ao santo católico.
As suas armas e ferramentas são: a espada,a lança, a bigorna, o escudo, o capacete, a ferradura, o martelo, a marreta, a enxada, o ancinho, o alicate, o bisturi e o serrote (para Ogum Avagã, um revólver). Os seus metais são o ferro, o aço e o chumbo, e sua pedra é o diamante.
As suas atividades são a agricultura, a batalha, as viagens, os caminhos, e a caça.
Na Nação de Cabinda, seu fio é feito com uma conta verde-mato e uma vermelho-sangue. Algumas casas também adotam o fio com 7 contas para cada uma na sequência, por ser seu número. Já Avagã, suas cores são o verde e o vermelho escuro.
Na Nação Ijexá, a sua guia (fio-de-contas) é feita com uma conta verde e uma vermelha para Ogum Onira e Ogum Avagã; para Ogum Adiolá, contas azuis são incluídas. 
No Jeje a sua guia é feita em verde e branco, com predominância do verde.
Lugares na natureza: campos, matas e encruzilhadas.
Oferendas
- Uma costela de boi com 3, 5 ou 7 ripas
- Miãmiã gordo (farinha de mandioca com azeite de dendê)
- Pipoca, folhas de alface (para Ogum Adjolá), uma maçã vermelha (para Ogum Onira), uma laranja de umbigo (para Ogum Avagã)
- Vela: verde com vermelha; verde escuro para Ogum Avagã (Nação de Cabinda e Ijexá); verde com branca (Jeje)

Lenda da coleta dos búzios
Devido à traição de Oiá, Ogum e Xangô jamais se reconciliaram e, por diversas vezes, acabavam por se defrontar em acirradas disputas.
Certa vez, Ogum propôs a Xangô que realizassem uma trégua nessas lutas, pelo menos até à lua seguinte. Xangô respondeu com alguns gracejos, que Ogum revidou, mas propôs uma aposta: que ambos se dirigissem à praia e recolhessem o maior número de búzios que conseguissem. O perdedor ofereceria ao vencedor o fruto da sua coleta. Estando acertados, Ogum deixou Xangô e dirigiu-se à casa de Oiá, solicitando-lhe que pedisse a Icu (a morte) que fosse à praia na hora em que ele havia combinado com Xangô. Oiá exigiu uma certa quantia em ouro, que prontamente recebeu de Ogum.
No dia seguinte, Ogum e Xangô amanheceram na praia, iniciando a coleta. De vez em quando se entreolhavam, e Xangô lançava ditos jocosos contra Ogum, sem perceber que Icu se aproximava de si. Ao levantar os olhos, deparou-se com Icu, que riu de seu espanto. Assustado, Xangô abandonou a sua sacola com os búzios colhidos, se escondendo. No fim do dia, Ogum procurou Xangô mostrando a sua coleta. Xangô, envergonhado, abaixou a cabeça e entregou ao guerreiro o fruto da sua coleta.

### Iansã/Oiá
Iansã de tradução iorubá, que significa mãe de nove. É associada a sensualidade, a força feminina e a guerra. Orixá dos ventos e das tempestades, foi esposa de Ogum, o qual deixou por amor a Xangô; Dentre os os Orixás femininos é considerada uma das mais guerreiras, junto com Obá.
Oiá é tradicionalmente conhecida como uma manifestação jovem, sendo o nome Iansã (que sopra o vento), conhecida como sua forma mais madura e muito utilizado também na Umbanda popular. É o primeiro Orixá feminino a ser cultuada na hierarquia do Batuque em todas as Nações.
Está associada aos ventos, raios e tempestades. Muito comum entre os batuqueiros ao se perceber uma forte ventania, diz se que Oiá está “abanando a saia”. Também rege a sexualidade feminina e, por conseguinte, a sedução e as paixões. É a “dona do teto” e da panela, portanto para os batuqueiros, quem tem Oiá nunca fica desabrigado, e nem passa fome. Pelo fato de dominar os Eguns, é sempre invocada quando o problema se trata de uma possível perturbação causada por estes espíritos não evoluídos. Por ser um Orixá diretamente associado a Ogum, é cultuada nos mesmos lugares e em companhia deste Orixá, sendo que aceita melhor suas oferendas, se depositadas junto a uma pitangueira, árvore consagrada a ela. Suas cores são a combinação do vermelho com o branco, dando ênfase ao vermelho. Na Nação de Cabinda além de Ogum, Oiá também faz adjunto com Xangô, Bará e Xapanã.
Número: 7
Guia: 7 contas vermelhas e 7 contas brancas cristais em outra pode ter sua cor sendo o marrom
Dia da semana: Terça-feira
Saudação: Paieio na Nação de Cabinda, mas muito confundida com a saudação da umbanda como Epa eio e Eparreio.
Qualidades: Oiá Nique, Iansã Dirã, Iansã Timboa, Iansã Funique.

### Xangô
Xangô (em iorubá) é um dos principais Orixás do Batuque. Na tradição temos Xangô Agodô (mais sábio) que é sincretizado com São Jerônimo, Xangô Aganju ( o mais jovem) com São Miguel Arcanjo e Xangô Aganju de Ibeji (criança) com Cosme e Damião. Xangô Aganju Ibeji, na realidade é uma qualidade de Xangô Aganju que tem seu assentamento lado a lado com o assentamento de Orixá Ibeji especificamente quando o elegum = (iaô) quê é do Orixá Xangô Aganju tem alguma ligação orixá Ibeji ou vice-versa. E também Xangô Camucá que especificamente é considerado o Rei da nação Cabinda. Estas são as qualidades de Xangô nas Nações de: Oió, Cabinda, Jeje, Ijexá, Xalú, Nagô e Congo.
Sua comida preferida é o [amalá] e seu dia da semana é terça-feira, juntamente com Oiá. Suas cores são o vermelho e o branco e sua saudação é kao kabecile.
Xangô é considerado o Rei de várias nações. No Batuque do Rio Grande do Sul, a Nação de Oió e de Cabinda o tem como seu Rei supremo. Talvez daí a grande importância, pois no ritual a principal dança o alujá, é dedicado a Xangô, como coroamento das obrigações de 4 patas feita nas Nações.
Além de ser o dono da Balança (Cassum), é considerado o pai dos Ibejis, sendo também um dos regentes dos Egúns no Batuque.
Durante a Balança, a presença de Xangô é imprescindível, pois ele gera a harmonia e força para a confirmação das obrigações que estão sendo realizadas.
Orixá da justiça e das escritas, suas ferramentas são o machado de dois fios e um fio, o livro, a caneta e a balança.
A pedreira é o local de oferendas a Xangô, de preferência se for perto de algum rio ou praia.
Seus assentamentos são tratados com epô, mas Xangô Ibeji, também recebe mel em seus trabalhos.
Na mitologia africana, Xangô teve três esposas: Oxum, Oiá e Obá, que geralmente são seus adjuntos na Nação de Cabinda.
- Saudação: Kao Kabecile
- Número: 6 e seus múltiplos
- Cor: vermelho e branco
- Guia: 6 contas vermelhas e 6 contas brancas

### Ibeji
Ibeji (iorubá), na Nação Ijexá e na Nação de Cabinda do Batuque, são entidades Gêmeas que formam um único Orixá. São Orixás infantes.
Seu assentamento é feito em "vultos" (orixás feito em madeira). A homenagem aos Ibêjes, chamada de Mesa de Ibêje consiste numa mesa (toalha arreada no chão) na qual se serve somente crianças até sete anos de idade e mulheres grávidas, para comerem canja feita das aves que foram sacrificadas aos Ibejes, doces de toda qualidade, brinquedos e balas.
Geralmente, Xangô e Oxum, bem como Odé ocupam seus filhos de santo para prestigiar. Iemanjá e Oxalá também podem ser fazer presentes na cerimônia. Não é comum a presença de outros orixás chegando a Mesa de Ibêje por se tratar de um rito doce e onde a energia da fecundidade está muito presente.
São os melhores para trabalhar na Nação pois possuem o mel de uma criança e o azedo de um adulto.
Diferente do Candomblé, onde Ibêje é cultuado como Orixá ímpar, no Batuque eles são cultuados como qualidades de seus pais. Tanto Xangô Agandju Ibêje, quanto Oxum Epandá Ibêje, recebem as oferendas e pedidos de quem precisam de suas preces.
Na África, Ibêje é o que indica a contradição, os opostos que caminham juntos, a dualidade. Ibêje mostra que todas as coisas, em todas as circunstâncias, têm dois lados e que a justiça só pode ser feita se as duas medidas forem pesadas, se os dois lados forem ouvidos. Por isso de sua herança e importância na cultura afro brasileira.
- Dia da semana na Nação de Cabinda: Terça-feira (Xangô Agandju Ibêje). Sábado (Oxum Epandá Ibêje)
- Em algumas nações, o dia da semana é o domingo
- Numero: 6 para Xangô Agandju Ibêje e 8 para Oxum Epandá Ibêje (Nação de Cabinda)
- Também pode ser considerado o número 2 e seus múltiplos, pois é um Orixá da dualidade em algumas nações
- Cor: Todas as cores, menos o preto
- Sincretismo: Cosme e Damião

### Odé
Odé é o orixá das matas e florestas onde vive a caçar. É o protetor dos caçadores e seu nome deriva desta palavra. Seus filhos são espertos, rápidos e atentos. É o Orixá da fartura e vive com a Orixá Otim.
Descrição
Considerado uma das mais belas danças nos cultos afro brasileiros, pois ocupa seus filhos dançando com um arco e com bela movimentação. No Candomblé, é conhecido mais como Oxóssi. Em grande parte dos itóns (lendas), aparece como o irmão caçula de Bará e Ogum. Na Nação de Cabinda, sua dança é sempre acompanhada de sua grande companheira, Otim. Considerado na Africa antiga, o Rei de Queto. Teve suma importância no desenvolvimento religioso e intelectual entre os iorubás, mas seu culto é difundido em todas as nações do Batuque. Apesar de ser o grande caçador e arqueiro entre os Orixás, nos cultos puramente africanos, suas oferendas eram devolvidas a natureza, pois é considerado o protetor dos animais. Em suas oferendas, são oferecidas comidas a base de porco, como costelas. Seu principal adjuntó é Otim. Mas Odé também pode fazer adjuntó com Oxum (nas qualidades Pandá ou Ademun) ou com Iemanjá (na qualidade Boci) em raras vezes.
Característica
- Símbolo: Arco e flecha e a lança
- Cor: Azul marinho e branco (ou azul marinho e rosa;
- Dia da semana: Segunda-feira; Na Nação de Cabinda, sexta-feira
- Saudação: Oquê oquebamo ou Oquê Oquebambo.
- Número: 7. Outras nações adotam o 8.
- Alimento: Algumas nações cultuam somente com epô (azeite de dendê), outras também utilizam o mel.
- Guia: 1 conta azul, 1 conta rosa, 1 conta branca - (Nação de Cabinda)[9]
- Sincretismo: São Sebastião.
- Filho único da orixá Iemanjá, tendo sido criado junto de Ogum e Bará, sendo estes grandes companheiros.

### Otim
Otim (iorubá), significa rio que embriaga, transborda.
Em uma das centenas de itons (lendas), temos Odé como o terceiro filho de Iemanjá com Oxalá, senhor da caça e Rei do Queto é o único verdadeiro amor de Oxum. Diz uma lenda que Odé um dia saiu de casa e ficou preso nas matas de Ossânha apesar de sua mãe o ter avisado, mas teimoso foi até as matas e Ossânha fascinado por suas habilidades o prendeu lá. Iemanjá ficou muito triste com a ausência de seu filho e se pôs a chorar. Então Oxalá deu ordem para Ossãnha soltar Odé para ver sua mãe, mas, por ter passado muito tempo, Odé se acostumou a viver nas matas. Sendo assim, visita sua mãe, mas sua morada ficou sendo as matas, onde a partir daí conhece Otim.
Outra versão:
Companheira inseparável de Odé, vive no mato em sua companhia. Esta Iabá é pouco cultuada no Brasil, mas seu fundamento foi conservado nas Nações de Batuque no Sul do país. É raro encontrar iniciados a Otim. É uma Orixá que se alimenta de todo tipo de caça, porém seu alimento preferido é a carne de porco. Por conta disso, um dos arquétipos dos filhos de Otim é a gula.
Ela reina toda a fauna (fêmeas) protegendo as florestas e o ecossistema. Dentro da religião, muitos comentam que não há ocupação de Otim em seus cavalos de santo ou até mesmo não se dá Ori a Otim. Tanto na Nação Cabinda, Jeje ou Ijexá, o aprontamento de Otim já é fato corriqueiro. Geralmente Otim é adjuntó de Odé e vice-versa. Em alguns templos, o tratamento de Otim é feito somente com epô, mas alguns sacerdotes também adotam o epô com mel em suas feituras.
Existe uma lenda que fala que Otim e Odé era dois irmãos que caçavam juntos, eles são inseparáveis, um carrega com sigo plantas com poderes de cura e o outro arco e flecha para a caça, são guerreiros na mata.
- Saudação: Oquê Oquebamo
- Número: 7 ou 8, dependendo da Nação
- Cor: Azulão, rosa e branco (3 contas de cada cor) na Nação de Cabinda
- Também utiliza as cores azulão e laranja, rosa e azulão ou branco e azulão
- Sincretismo: Santa Bernadete

### Obá
Obá (usado em sentido literário no Batuque, mas que significa Rei) é a Orixá associada as lutas e de grande virilidade feminina. Seu culto é cheio de tabus, principalmente para os mais antigos. Não é muito fácil encontrar filhas (os) de Obá. Diz-se que no passado na Nação de Cabinda, somente mulheres eram iniciadas e se tem notícias ainda hoje, que durante suas rezas no passado, os homens não tinham permissão de dançar, da mesma forma que as mulheres não dançavam para qualquer qualidade do Orixá Bará. Nos antigos terreiros da Nação de Cabinda, somente as Ialorixás de orixás femininos poderiam aprontar filhas de Obá, sendo que somente Madrinhas de Religião também de orixás femininos, podiam ser escolhidas para seus aprontamentos. Obá sempre foi um orixá de fortes tabus. Seu aprontamento se reserva a detalhes bem específicos, que é de conhecimento dos mais antigos. Diferente do culto das outras iabás, nela não há presença de homens e até mesmo crianças dentro de seu culto. Mas de anos para cá, talvez o orixá tenho se "adaptado e/ou aceitado" algumas situações como aprontamento de homens ou até mesmo o orixá como passagem de alguns orumalés masculinos.
No Candomblé Keto, Obá é tratada como uma orixá da justiça e das águas revoltas. Em geral, no Batuque, ela está mais ligada como orixá das rodas e do corte, apesar de se tratar da mesma orixá, mas que demonstra toda tenacidade deste (a) orixá. Obá foi uma das três esposas de Xangô, na qual diz a lenda que ao tentar agradar o marido, foi convencida por Oxum a cortar sua orelha. Em uma das rezas de Obá, dança-se com uma das mãos nas orelhas em homenagem a este itón (lenda).
Em grande parte das Nações que compõem o Batuque do RS, as (os) filhas (os) Obá tem como adjuntó os Orixás Bará, Xangô, Ossânha ou Xapanã. Em todas as suas obrigações, ela é tratada com Epô (azeite de dendê) e sempre invocada em caso de brigas e de reequilíbrio do sistema físico emocional.
- Dia da semana na nação Ijexá é segunda-feira,
- Dia da semana na nação de Cabinda é quarta-feira.
- A cor é rosa, mas na nação de Cabinda também se adota o marrom, porém é pouco usual e mais utilizada pelo antigos, segundo Paulo T. B. Ferreira, em sua obra "Fundamentos Religiosos da Nação dos Orixás".
- É sincretizada com Santa Catarina de Alexandria. Em outras nações com Santa Joana D´Arc.
- A saudação no Batuque é Exó. Já no Candomblé e outras nações não afro-gauchas a saudação é Oba-xirê
- A cor da guia é rosa ou marrom. Também pode ser feita com estas cores intercaladas.
- Seu número é 7.

### Ossânha
Ossânha é o médico das Nações que compõem o Batuque. É o dono das plantas medicinais e seus estudos. Sua importância é fundamental nos ritos africanos desde uma simples lavação de cabeça até o assentamento de orixás começam com o uso de suas ervas.
Todas as ervas, chás, folhas e vegetação pertencem a Ossânha; é ele quem libera a propriedade mágica das folhas nos rituais dos Orixás.
Divide com Xapanã o axé sobre a saúde física.
- Na Nação de Ijexá sua cor é o verde claro e amarelo. Na Nação de Cabinda, se usa o verde e branco
- Dia da semana na nação Ijexá e na nação Cabinda é segunda-feira. (Fundamentos Religiosos da Nação dos Orixás - Paulo Tadeu B. Ferreira. Ed Toqui).
- Na nação de Cabinda, seu dia da semana é quarta-feira (junto com Obá, Xapanã e Oxalá Bocum)
- Seu número é o 7 e seus adjuntós são Oxum Ademun e Obá na Nação de Cabinda.
- No jeje faz adjuntó com Iemanjá Boci.

O Orixá Ossânha é o senhor das folhas. A este Orixá pertencem todas as folhas e ervas utilizadas no culto. A lenda diz que foi Oiá que abanou a saia e fez com que os ventos espalhassem as folhas, para que desta forma, os demais Orixás pudessem apoderar-se de algumas, mas que de maneira geral pertencem mesmo a Ossânha.
Também se conta que este Orixá teve uma das pernas amputadas, por isso na maioria das vezes, quando manifestado, ele dança e se movimenta numa só perna. Logicamente que Ossânha rege a flora, e devido ao poder de cura das plantas, sendo ele o detentor do conhecimento sobre a eficácia de cada uma delas, é um dos Orixás “médicos” do Orunmalé. Além da homeopatia, o conhecimento de cura das doenças ligadas ao esqueleto ósseo humano também tem colaboração de Ossânha. As oferendas a Ossânha devem ser entregues no interior da mata, sendo o coqueiro e a árvore consagrada a este Orixá. Como se torna cada vez mais difícil encontrar áreas de mata dentro da cidade, é muito comum depositarem suas oferendas em áreas gramadas junto a coqueiros ou palmeiras, (praças, por exemplo), ou até mesmo junto a figueiras, que é uma árvore consagrada a este Orixá “médico”, e o abacateiro, que mesmo assim, é aceito de bom grado por Ossânha. Suas cores são a soma do verde e do amarelo ou verde com o branco e a mistura destas, resulta em um verde bem clarinho. Seu dia da semana é a sexta-feira e o seu sincretismo afro-católico, São José na Nação Ijexá e na Nação de Cabinda é na segunda-feira

### Xapanã
Xapanã no Batuque, é o Orixá da varíola e de todas as doenças de pele contagiosas, senhor da saúde e das doenças, pois tanto pode produzi-las, como curá-las, no Candomblé é também conhecido como Obaluaiê ou Omulu, dependendo da Nação que o cultua.
Xapanã, vem de Sànpònná (fom), idioma do povo jeje do antigo Daomé, atual Benin, que significa Dono da Terra. Os daomeanos sempre foram muito temerosos, já que seus cultos estão originados no sacrifício e poder que os orixás tinham sobre o povo. O nome Obaluaiê e Omulu, aparecem depois, com as ligações dos deuses daomeanos com os dos iorubás. Os nomes em iorubás significam títulos recebidos por Xapanã pelas conquistas que aconteceram no passado, onde o primeiro significa Senhor da Terra e o segundo, Filho do Senhor da Terra.
Atualmente há uma grande corruptela no meio literário, principalmente da corrente da "Magia Divina", que passou a se identificar ou a usar a "roupagem" umbandística tempos atrás, dando denominações diferentes da Tradição milenar africana, mesmo sendo estes três nomes o mesmo orixá, só que nos idiomas dos seus povos, jejes (idioma fom) e Nâgos (idioma iorubá).
Embora seja Rei de jeje, é muito cultuado em todas as nações do Batuque. Muitos o colocam como Orixá do cemitério e associado a morte. Na verdade, era o grande guerreiro dos jejes, que o temia, porque além das guerras, trazia as epidemias e doenças e por conta disso nas religiões afro-brasileiras, ficou muito vinculado ao lado de grandes catástrofes.
No Batuque é o dono da vassoura, com que varre os males dos nossos caminhos. É o legitimo dono da limpeza. Na maioria dos trabalhos de religião que envolva limpezas das mais complexas, sempre Xapanã é reverenciado.
Geralmente seus filhos trazem como adjuntó Oiá, Obá e raramente Oxum (nas qualidades Ademun e Olobá). Sempre é representando com a palha da costa encobrindo as feridas de seu rosto guerreiro. O tratamento de seus assentamentos é sempre com epô.
- Suas cores são o vermelho e preto (Jubeteí e Belujá) e lilás (Sapatá).
- Sua vassoura para trabalhos tem sete cores.
- Sincretizado com Nosso Senhor dos Passos, São Lázaro e São Roque.
- Dia da semana na Nação de Cabinda e Ijexá é quarta-feira e segunda-feira no Candomblé.
- Seu número é 7 e seus múltiplos. Alguns Babalorixás da Nação de Cabinda adotam também o 9.

### Oxum
Oxum significa "águas". Na verdade não existe um nome exato para a tradução de seu nome dentro do grupo linguístico latino, mas é representada pela riqueza, ouro e águas doces. Rege a fecundidade feminina, protege o feto e a gestação. Mulheres grávidas ou que querem engravidar recorrem sempre a Oxum para que lhe dê proteção durante todo processo de crescimento de seus filhos.
Oxum é uma das orixás mais cultuadas no Brasil. Em grande parte, ela se apresenta maternal, receptiva, mas também possui seu lado guerreiro e altivo. Sua dança é sempre majestosa, com ritmos sinuosos, leves podendo chegar a movimentos mais performáticos.
Dona das línguas e envolvida com a grande magia sacerdotal feminina, Oxum sempre foi uma orixá onde independente dos seus reinos de domínio é procurada por todos os adeptos do afro-gaúcho para alcançar harmonia e prosperidade em vida.
Oxum também é responsável dentro da Nação pela Mesa de Ibeji, juntamente com Xangô. Esta é uma das principais obrigações de aprontamento para que os filhos tenham uma vida doce e próspera em sua nova jornada.
Em uma de suas danças, Oxum joga perfume em toda assistência, como forma de benção e de abrir caminhos a fecundidade, refletindo a beleza suave e magistral desta grande orixá.
Oxum cuida de seus filhos na maternidade, existe uma lenda que fala, que quando ela ganha os filhos quem cria é Iemanjá, mãe guerreira nunca desampara seus filhos.
Dentro da Nação de Cabinda, temos algumas qualidades abaixo reverenciadas: 
- Oxum Docô: A grande matriarca e sábia.
- Oxum Olobá: A Oxum da "lomba". Relacionada aos problemas de saúde e risco de morte nas gestações e crianças menores.
- Oxum Ademum: A grande conhecedora da cura pelas folhas e dos segredos das cachoeiras mais afastadas.
- Oxum Miuá: Moça, vaidosa e extremamente guerreira. Trás a idá (espada) e o Ofá (arco e flecha).
- Oxum Pandá: Moça, coquete e vaidosa.
- Oxum Epandá Ibejê: a mais jovem das oxuns em sua forma infante.

Geralmente Oxum faz adjunto no Batuque com Bará, Ogum, Xangô, Odé, Ossânha e Oxalá. Raramente com Xapanã.
- Cor:
- Amarelo e dourado para Oxum Pandá
- Amarelo e vermelho para Oxum Miuá
- Amarelo (ou dourado)e verde para Oxum Ademum
- Amarelo e lilás para Oxum Olobá
- Amarelo e branco para Oxum Docô
- Número: 8 e seus múltiplos (Nação de Cabinda)
- Guia: Desde a amarela clara, passando por amarela gema e amarelo ouro. Para Epandá de Ibejê, todas as cores menos o preto.
- Sincretismo: Nossa Senhora Aparecida
- Dia da semana: Sábado

### Iemanjá
Iemanjá (iorubá) significa filha do peixe. Iemanjá no Batuque, divindade das águas salgadas, dos mares e oceanos, Orixá que gera o movimento das águas e protetora da vida. Deusa da pérola, protetora dos pescadores e marinheiros. Senhora dos lares, que traz paz e harmonia para toda a família. Considerada a orixá do pensamento. Por este motivo que recorremos a ela para solucionar problemas de depressão e de instabilidade emocional. ::
Enquanto Oxum está mais presente na energia de fecundidade, Iemanjá tem sua força na vida (manutenção e consciência).
As Qualidades de Iemanjá no Ijexá:
1. Olo-bomí - na África é mulher de Obatalá;
2. Bomi - ligada a Jobocum e Orumilàia;
3. Bocí - ligada a Obocum;

Na Nação de Cabinda;
1. Boci - A mais jovem - Rege as partes rasas das aguas
2. Bomi - A mais idosa - Rege o alto mar.
3. Nanã Borocum - Dona da origem da vida, não há culto direto a Nanã Borocum, por este motivo, ela é considerada em algumas casas da Nação, como uma qualidade velha de Iemanjá.
Iemanjá tem como seu adjunto geralmente Oxalá, mas em alguns casos pode ser Odé.
As ervas de Iemanjá são: rosa branca, palma, erva Santa Lúzia e Santa Bárbara, chapéu de couro, açucena, pata e unha de vaca, fruta da condessa, algas marinhas coco do iri, e outros mais.
Em suas oferendas come ovelha, cabra, galinhas brancas, angola, pomba. Suas comidas são canjica branca no dendê, arroz com mel, manjar, champanhe, vinho branco e peixe assado na folha de banana.
A maior quizila de Iemanjá é a poeira e o sapo e seu feitiche é a pedra polida pelas águas; a sua saudação nos búzios "Eru Iá" quer dizer Salve Sra. do cavalo marinho, mas na Nação se usa Omi-odo
- Número: 8 e seus múltiplos (Cabinda)
- Cor: azul céu para Iemanjá Boci, azul para Iemanjá Bomi e azul e lilás para Iemanjá Nanã
- Guias: Azul claro e lilás (Nanã Borocum)
- Dia da semana: Sexta e Sábado
- Saudação: Odoiá
- Sincretismo: Nossa Senhora dos Navegantes

### Oxalá
Pai de todos os Orixás e mortais, Oxalá é o mais respeitado Orixá nas Nações africanas, a paz e a harmonia espiritual são as características deste que é o Criador e Administrador do Universo. Quando moço, se manifesta em seu Cavalo-de-Santo dançando como os outros Orixás, quando se apresenta em suas passagens velhas, chega quase se arrastando, caminhando com dificuldade, muitas vezes fica parado no lugar esperando o auxílio de algum Orixá moço. Pertence a Oxalá de Orumiláia a visão espiritual, como consequência o jogo de Búzios
- Saudação: Epaô Babá!
- Dia da Semana: No Ijexá e no Cabinda Domingo para Orumiláia, ou Oxalá Velho, Quarta-feira para Oxalá Novo, no Nagô sexta-feira para todos os Oxalás.
- Número: 08 e seus múltiplos.
- Cor: Branco e amarelo com preto (no Jeje), branco com preto para Oxalá de Orumiláia (Oió, Cabinda e Ijexá)
- Guia: toda branca em todas as nações, amarelo com preto no Jeje, branco com preto em Oió, Cabinda e Ijexá e no Nagô amarelo com verde para Orumiláia .
- Oferenda: canjica branca em todas as nações, podendo ter pera e merengue, no nago inhame para os Ajagunãs.
- Ferramentas: jóias em prata, caramujo (ebi), sol, cajado, pomba de prata, moedas e búzios, para Oxalá de Orumiláia acrescentamos olhos de prata
- Ave: Galinha branca e galinha preta para Oxalá de Orumiláia, usado apenas no axé de Búzios e para os outros Oxalás, somente galinha branca.
- Quatro pé: cabrita branca e com pequenas manchas pretas para Oxalá de Orumiláia.

Qualidades de Oxalá no Ijexá e no Cabinda:
- Oxalá Obocum: Rei de Ilesá, confundido com Oxaguiãn.
- Oxalá Jobocum: Oxalá Velho.
- Oxalá de Orumiláia: Dono dos oráculos.
- Oxalá Olocum: Ligado às águas.
- Oxalá Dacum: Oxalá de meia-idade.

Qualidades de Oxalá no Nagô:
- Oxalá Olufom: Rei de Ifom, carrega Opaxorô;
- Oxalá Ajaguna: Rei de Ejibó, comedor de inhame;
- Oxalá Oquê: Da Montanha;
- Oxalá Ocô: Da Agricultura;
- Oxalá Dancô: Do bambu branco;

Na Nação de Cabinda, não existe ocupação de Oxalá de Orumiláia. Por estar relacionado ao Oráculo do axé de Búzios, seu assentamento é somente para este tipo de caso.
Geralmente faz adjuntó com Oxum e Iemanjá, regendo também a vida e a prosperidade.

## Templos
No Rio Grande do Sul a área de conservação das religiões africanas vai de litoral à fronteira do Uruguai, com os grandes centros de Pelotas e de Porto Alegre. E o maior centro é a cidade de Rio Grande local de chegada do Príncipe Custodio berço da Religião africanista no Rio Grande do Sul.
No Batuque, os templos terreiros são quase que em sua totalidade vinculados as casas de moradia. É destinado um cômodo, geralmente na parte da frente da construção onde são colocados os assentamentos dos Orixás. Neste local são feitos todos os fundamentos de imolações e trabalhos determinados, oferendas para os orixás, e o local é considerado sagrado, pessoas vestidas de preto, mulheres em dias de menstruação não entram. Junto a esta parte da casa, chamada de quarto de Santo ou Peji, há o salão onde são realizadas as festas para os Orixás.
O estado do Rio Grande do Sul foi o maior responsável pela exportação dos rituais africanos para outros países da América do Sul, entre eles Uruguai e Argentina, que também procuram seguir a maneira de cultuar os orixás, e a construção dos Templos seguem exemplos dos seus sacerdotes.
Todos os orixás são montados com ferramentas, Ocutás (pedras) etc. e permanecem dentro da mesma casa, com exceção do Bará Lodê e do Ogum Avagã, que tem seus assentamentos numa casa separada, ficando à frente do Templo onde recebem suas oferendas e sacrifícios. A Casa dos Eguns é (Balê) é uma construção separada da principal, nos fundos do terreiro.
Em caso de falecimento do Babalorixá ou Ialorixá, dono do terreiro, fica a critério da família o destino do templo, geralmente não tendo um familiar que possa suceder o morto, o templo é fechado. Na maioria dos casos na morte de um sacerdote, todas as obrigações são despachadas num ritual especifico chamado de Eresum, semelhante ao axexê do candomblé, por este motivo é muito difícil encontrar ilês (casas) com mais de 60 anos, são muito poucos os sacerdotes que destinam seus axés a um sucessor, para dar prosseguimento à raiz.

## Rituais
Os rituais são próprios e originais, e embora tenha alguma semelhança com o "Xangô de Pernambuco", é muito diferente do Candomblé da Bahia.
Os rituais de jeje tem suas rezas próprias (fom), e ainda se vê este belo ritual em dois grandes terreiros na cidade de Porto Alegre, as danças são executadas de par, um de frente para o outro. Há também muitas casas que seguem os fundamentos da nação Oió que se aproxima muito do ijexá, já que, estas duas provem de regiões próximas na Nigéria.
A principal característica do ritual do Batuque é o fato do iniciado não poder saber em hipótese alguma que foi possuído pelo seu Orixá, sob pena de ficar louco.
Cada Babalorixá ou Ialorixá tem autonomia na prática de seus rituais, não existem nomenclaturas de cargos como tem no Candomblé da Bahia, exercem plenos poderes em seus ilês. Os filhos de santo se revezam nos cumprimentos das obrigações.
No mínimo uma vez por ano são feitos homenagens com toques para os Orixás, mas as festas grandes são de quatro em quatro anos. Chamamos de festa grande a obrigação que tem ebó, ou seja quando há sacrifícios de animais de quatro patas aos Orixás, cabritos, cabras, carneiros, porcos, ovelhas, acompanhados de aves como galos, galinhas e pombos.
Esta obrigação serve para homenagear o Orixá "dono da casa" e dos filhos que ainda não possuem seu próprio Templo. A data é geralmente a mesma que aquele sacerdote teve assentado seu orixá, a data de sua feitura. As festas têm um ciclo ritual longo, que antigamente duravam 32 dias de obrigações, hoje diante das dificuldades duram no máximo 16. O começo de tudo são as limpezas de corpo e da casa, para descarregar totalmente o ambiente e as pessoas, de toda e qualquer negatividade; em seguida são preparados as oferendas e sacrifícios ao Bará. A partir deste momento, os iniciados já ficam confinados ao templo, esquecendo então o cotidiano e passam a viver para os Orixás por inteiro até o final dos rituais. No dia do serão (dia da obrigação de matança), todos os orixás recebem sacrifícios de animais. Os cabritos e aves são preparados com diversos temperos e servidos a todos que participarem dos rituais, tudo é aproveitado, inclusive o couro dos animais, que sevem para fazer os tambores usados nos dias de toques.
No dia da festa o salão é enfeitado com as cores dos Orixás homenageados. A abertura se dá com a chamada (invocação aos Orixás), feita pelo sacerdote em frente ao peji (quarto de santo), usando a sineta de apenas uma campânula (alaje), saudando todos orixás. Ao som dos tambores, as pessoas formam uma roda de dança em louvor aos orixás, a cada um com coreografias especiais de acordo com suas características.
No final das cerimônias são distribuídos os mercados, (bandejas contendo todo tipo de culinária dos Orixás como: acarajé, axoxó (milho cozido e fatias de coco), farofa de aves, carnes de cabritos (cozidas ou assadas), frutas, fatias de bolos etc.), alguns consomem ali mesmo, outros levam para comer em casa.
Durante a semana são feitos outros rituais de fundamentos para os orixás, inclusive a matança de peixe, que para os batuqueiros significa fartura e prosperidade, os peixes oferecidos são da qualidade Jundiá e Pintado; estes são trazidos vivos do cais do porto ou do mercado público, onde o comércio de artigos religiosos é intenso.
No sábado seguinte é feito o encerramento das obrigações, com mesa de Ibejis e toque, novamente em homenagem aos orixás, neste dia são distribuídos mercados com iguarias e o peixe frito, significando a divisão da fartura e prosperidade com os participantes das homenagens aos orixás. Após o encerramento, o sacerdote leva os filhos que estavam de obrigações ao rio, à igreja, ao mercado público e à casa de alguns sacerdotes, que fazem parte da família religiosa, para baterem cabeça em sinal de respeito e agradecimento; este passeio faz parte do cumprimento dos rituais. Após o passeio todos estão liberados para seguirem normalmente o cotidiano de suas vidas.

## Egun
O Batuque também possui ritos do culto de Eguns, os espíritos dos falecidos. A Casa dos Eguns (Balê) é uma construção separada da principal, nos fundos do terreno, onde são feitas diversas obrigações em determinadas datas e quando morre alguém ligado ao terreiro.
Aos Eguns também são feitas obrigações, que consistem na oferta de alimento ritual (Ebó). Cada nação tem rituais diferentes para este tipo de obrigação. Se ofertam sacrifícios de animais, e comidas diversas que fazem parte somente deste ritual, não podendo ser usados em outras ocasiões. Também possuem cânticos próprios, em ioruba, e em dia de obrigações recebem toques ao som de tambores frouxos, com o acompanhamento do Agê ou Xequerê (Ṣẹ̀kẹ̀rẹ̀ em iorubá), instrumento feito com uma cabaça inteira trançada com cordão e contas diversas.
"Egun" é um termo que não pode ser falado dentro de Casa, pois Eguns estão ligados à de morte e, ainda que não todos, alguns Eguns podem ser espíritos mau orientados, que podem ser chamados e usados para maldade.

## Sacerdócio
O Babalorixá ou Ialorixá tem a responsabilidade de formar novos sacerdotes, que darão continuidade aos rituais. Para isto é preciso preparar novos filhos de santo, que durante um certo período de tempo aprenderão todos os rituais para preservação dos cultos.
O sacerdote chefe deve passar aos futuros pais ou mães de santo, todos os segredos referente aos rituais tais como: uso das folhas (folhas sagradas), execução de trabalhos e oferendas, interpretação do jogo de búzios, e até mesmo como preparar um novo sacerdote.
Geralmente o futuro sacerdote já nasce no meio religioso, onde conviverá acompanhando todos os diversos rituais que darão suporte a seus afazeres dentro do culto, e terá pleno conhecimento de todos os tipos de situações que enfrentará em seu futuro templo.
O tempo de aprendizado é longo, não se forma um verdadeiro sacerdote de Orixás com menos de sete anos de feitura, e os ensinamentos são passados de acordo com a evolução da capacidade de aprendizado que o noviço tem, já que os ensinamentos são feitos oralmente, não há livros para ensinar os rituais, a melhor maneira de aprender tudo é conviver desde cedo dentro dos terreiros.
A partir do momento que um noviço se torna um sacerdote de Orixá, terá as mesmas responsabilidades daquele que lhe passou os ensinamentos.

## Outra definição

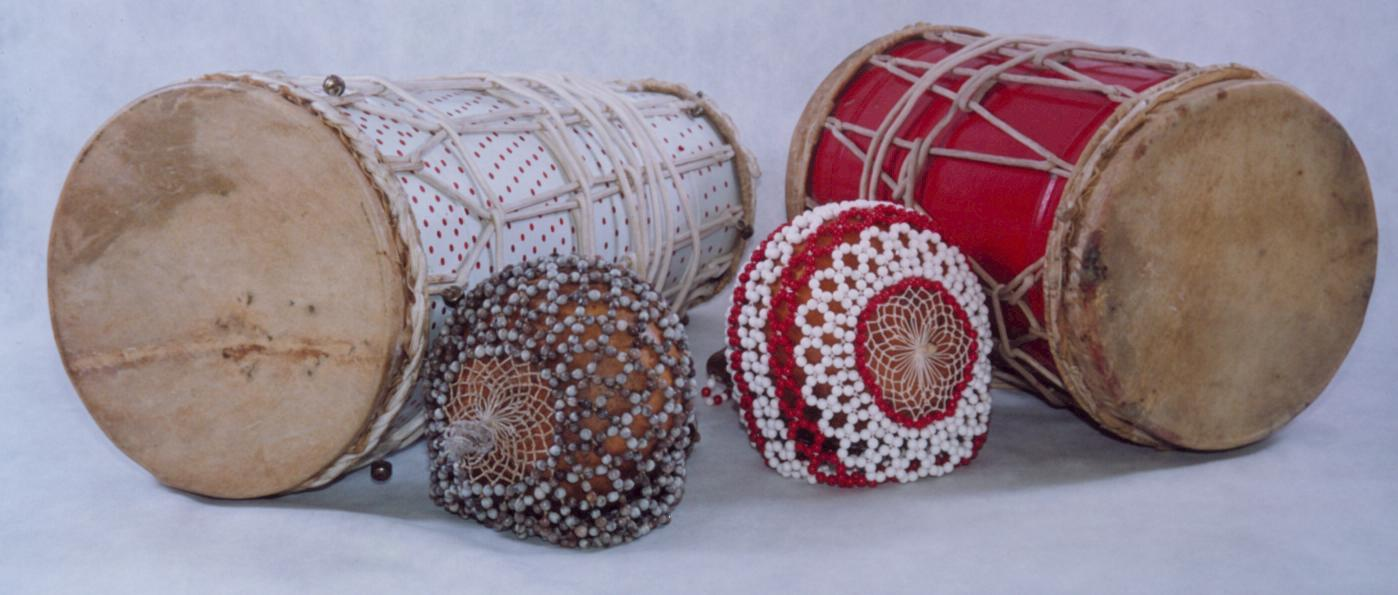
Tambores usados em batuques no Rio Grande do Sul

O Batuque, também chamado por vezes de nação, é uma religião afro-brasileira, e por vezes chamada de afro-gaúcha, já que está presente quase que apenas no estado do Rio Grande do Sul e em lugares vizinhos a ele (como Santa Catarina, e outros países como Uruguai e Argentina). Alguns registros supõem que tenha se estruturado no século XIX, e que os primeiros terreiros foram fundados na região de Rio Grande e Pelotas. O Batuque possui aspectos bastante semelhantes com o Xangô Pernambucano ou Tambor de Mina. É por vezes confundido com o Candomblé.
Do Rio Grande do Sul, o Batuque migrou para o Prata, onde hoje há muitas casas "de religião", para usar um termo usado por seus integrantes, na Argentina, Uruguai, Paraguai e outros países vizinhos.
O Batuque tem seu culto voltado aos Orixás, sendo fruto de religiões dos povos africanos da Costa da Guiné e da Nigéria, com as nações Jeje, Ijexá, Oió, Cabinda e Nagô (e as chamadas “mistas” como Jeje-Ijexá, Jeje-Nagô, Nagô-Ijexá, etc). Apesar das diversas nações, o culto do Batuque é praticamente homogêneo em todas as casas, predominando a cultura Ijexá que cultua doze orixás (Bará, Ogum Oiá, Xangô, Odé e Otim, Ossânha, Obá, Xapanã, Oxum, Iemanjá e Oxalá), além dos Ibejis (crianças).